# Wilhelm Posselt

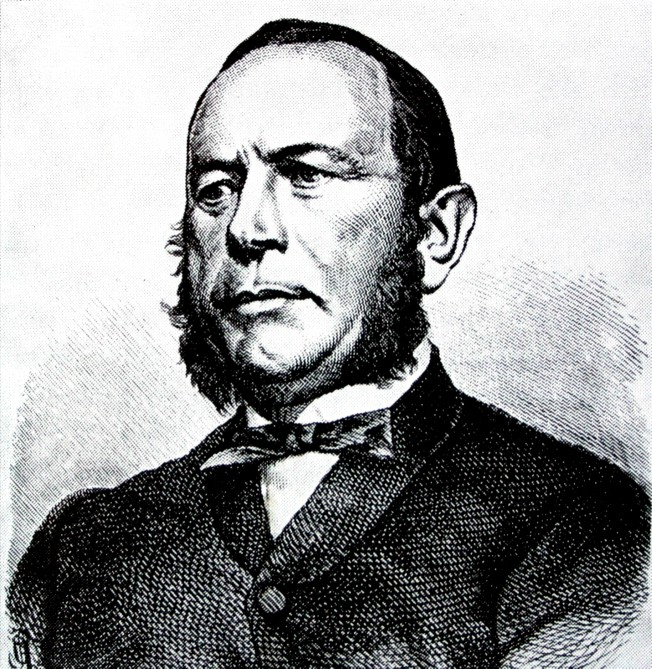
Wilhelm Posselt (um 1870)

Wilhelm Posselt (* 20. Juni 1815 in Diekow in der Neumark; † 12. Mai 1885 in Christianenburg in Südafrika) war Missionar für die Berliner Missionsgesellschaft in Südafrika.

## Leben
Sein Vater war Dorfschullehrer in Diekow, wo er 1815 geboren wurde. Seine Mutter kam aus einer pommerschen Bauernfamilie. Er hatte fünf Geschwister. Sein Wunsch, Theologie zu studieren, konnte aus Geldnot der Eltern nicht erfüllt werden. Er wurde daher siebzehnjährig Hilfslehrer und Kantor in einem märkischen Dorf. Nachdem er zur Ausbildung auf das Lehrerseminar in Neuzelle kam, reifte sein Entschluss Missionar zu werden. Er wurde im Berliner Missionshaus aufgenommen und nach fünf Jahren im Jahr 1839 mit Aufgaben in Südafrika betraut.